# Schlacht bei Wangas
Die Schlacht bei Wangas war eine kriegerische Auseinandersetzung am Rande des Merowingischen Bruderkriegs. Sie fand 610 im Schweizer Mittelland zwischen den Alamannen und den Burgunden statt. Über den genauen Ort besteht unter Historikern keine Einigkeit. Einige nehmen an, Wangas sei das heutige Wangen an der Aare gewesen. Andere glauben, es handle sich um Niederwangen bei Bern, denn dort wurden mehrere Kriegergräber gefunden, die auf diesen Zeitraum datiert werden können. Die Alamannen drangen von Theudebert II. angestiftet in das Gebiet von dessen Bruder Theuderich II. vor und verwüsteten Avenches. Die Burgunder stellten sich ihnen bei Wangas entgegen und wurden vernichtend geschlagen.